# Hydropsyche pellucidula
Hydropsyche pellucidula – owad wodny, chruścik (Insecta: Trichoptera),  z rodziny Hydropsychidae. Larwy budują sieci łowne, są wszystkożernymi filtratorami, żyją w średniej wielkości rzekach potamal. Gatunek pospolity i liczny. Szczególnie licznie występuje w małych rzekach krajobrazu rolniczego. Z tego względu może być uznany za dobry bioindykator antropogenicznych zmian w krajobrazie.